# Булатниковский проезд
Була́тниковский проезд — проезд на юге Москвы в районе Бирюлёво Западное между Харьковским и Востряковским проездами. Нумерация домов начинается от Харьковского проезда, все корпуса и строения домов №№ 14, 16, 18 имеют почтовый индекс 117403, все корпуса и строения домов №№ 2, 5, 6, 8, 10, 11, 19 — 117546.

## История
С XIX века в посёлке Бирюлёво существовала Булатниковская улица. Она шла вдоль железнодорожных путей Павелецкого направления МЖД от станции Бирюлёво-Товарная до станции Бирюлёво-Пассажирская. После включения посёлка Бирюлёво в состав Москвы, застройке территории и прокладке новых улиц, в 1973 году Булатниковская улица была переименована в Булатниковский проезд. Название Булатниковская улица перешло к одной из вновь проложенных улиц.
Своё название Булатниковский проезд получил 31 мая 1973 года по подмосковному селу Булатниково и находящейся рядом с ним платформе Булатниково Павелецкого направления МЖД. До этого значился под названием Проектируемый проезд № 4014.

## Здания и сооружения
- д. 8 — Городская поликлиника № 125
- д. 8а — Церковь Николая Чудотворца в Бирюлёве
- д. 10А — Детский сад № 964
- д. 14А — Детский сад № 904
- д. 14, к. 4 — Объединённые диспетчерские службы
- д. 16А — Детская городская поликлиника № 3

## Транспорт
По Булатниковскому проезду проходят автобусные маршруты:
- м97 Битцевская аллея
- 921 ст. м. Царицыно
- м96 Красный Маяк
- с908 платформа Чертаново
- 609 ст. м. Пражская